# La Chapelle-Marcousse

La Chapelle-Marcousse este o comună în departamentul Puy-de-Dôme, Franța. În 1 ianuarie 2022 avea o populație de 64 de locuitori.